# دير عبد يشوع
دير عبد يشوع وهو أول دير أسس في الحيرة، وكان بناء الدير سنة 410 م في عهد النعمان بن امرؤ القيس. وكان عبد يشوع عربي من ميسان، بينما هذا القديس يدرس في الدير ذهب إلى دجلة ليأخذ الماء فلاقى هناك نسوة استحلفنه على أن يملئ جرارهن، ولما تأخر عن الرجوع قص على رئيسه ماجرى له فأمره ان يدخل تنورا، ورسم عبد يشوع على جسمه وعلى النار علامة الصليب ودخله على مشهد من أهل الدير. فانفرجت عنه النار، وكي يتخلص من الاحترام الذي استوجبته هذه المعجزة انسل ليلا إلى الفرات، وبنى ديرا فاجتمع اليه بعض المتعلمين وتلمذ أهل متوث وميسان واتصل خبره بتومرصا الجاثليق (المتوفي سنة 721 يونانية) فجعله اسقفا على دير محراق، ولكنه لم قليل حتى ذهب إلى جزيرة اليمامة في البحرين (في شرقي جزيرة العرب)، وقضى هناك حياة عزلة وعمد سكانها وبنى ديرا. ثم طرد شيطانا وأمره أن يحمل حجرا إلى بادية بني إسماعيل فانجز الشيطان هذا الأمر ورجع إلى القديس قائلا: قد حملت الحجر إلى الموضع الذي عينته لي، ووضعته الليلة على بعد ثلاثة اميال من مدينة الحيرة الواقعة على مدخل البادية، فرأى القديس حلما قرر على اثره الذهاب إلى الحيرة وبنى بها ديرا في موضع الحجر.